# Dolophilodes bicolor
Dolophilodes bicolor är en nattsländeart som beskrevs av Douglas E. Kimmins 1955. Dolophilodes bicolor ingår i släktet Dolophilodes och familjen stengömmenattsländor. Inga underarter finns listade i Catalogue of Life.